# Mezzocorona
Mezzocorona (Mezacoróna in dialetto trentino Kronmetz o Deutschmetz in lingua tedesca) è un comune italiano di 5 495 abitanti della provincia di Trento.

## Origini del nome
Il nome è attestato per la prima volta nel 1174 quale "Metze" in un documento relativo ai possedimenti del monastero dei canonici regolari di San Michele all'Adige. Nel 1181 era corona de Metzo, nel 1183 corona de Mez, nel 1256 Metzio de Corona, nel 1256 ville di Mezo di Corona. Il toponimo è composto da Corona, che in origine era il nome del castello ora San Gottardo, e da Mezzo, nome della Piana Rotaliana. "Corona" riflette il latino corona nel suo senso orografico, mentre "Mezzo" è dal latino medium, cioè "che sta nel mezzo".
Un'altra possibile origine del nome è da cercare nel dialetto della zona: mez (con la variante miz) che significa "bagnato, fradicio". Infatti Mezzocorona era zona paludosa fino al XIX secolo. Solo in seguito alle bonifiche dell'Ottocento i contadini cominciarono a coltivare completamente la piana.
Dal 1194 il dominio dei vescovi di Trento venne sostituito da quello dei conti di Tirolo. Dopo questo evento entrò in uso anche il toponimo Mezzotedesco (Deutschmetz in tedesco), in contrapposizione con la sorella Mezzolombardo che, invece, rimaneva nelle mani dei vescovi. Il toponimo Mezzotedesco risulta ufficialmente in uso ancora nelle mappe catastali attorno al 1850-1860.
Il 29 febbraio 1902 il Ministero dell'Interno di Vienna permetteva il richiesto cambiamento dell'allora Mezzotedesco in quello di Mezocorona, con la corrispondente forma tedesca di "Kronmetz". Ricordiamo anche che il nome attuale risale solamente al 1924.
I suoi abitanti vennero soprannominati Brusacristi per il fatto di aver bruciato una croce posta dagli abitanti di Mezzolombardo (forcoloti, poiché li inseguirono con le forche) a segnare gli argini del torrente Noce.

## Storia

### Una storica battaglia
Nella vasta pianura antistante Mezzocorona, il cosiddetto Campo Rotaliano, si sarebbero scontrate nel 584 le colonne dei Franchi di Chramnichi e dei Longobardi di Regilone, conte di Lagare. Questi era reduce con il bottino da una spedizione punitiva al Castello di Anagnis, che si era poco prima arreso ai Franchi. I Longobardi in questo scontro furono battuti e privati del bottino. Chramnichi scese così a Trento, saccheggiandola. Inseguito però da Evino, duca tridentino, fu sconfitto presso Salorno e allontanato con i suoi guerrieri dal Trentino.

### Simboli
Lo stemma è stato riconosciuto con decreto del capo del governo del 10 settembre 1929.
Il gonfalone, concesso con regio decreto del 27 maggio 1929, è un drappo interzato in fascia di verde, di bianco e di giallo.

## Monumenti e luoghi d'interesse

### Monte di Mezzocorona
- Skywalk, il 28 luglio 2023[11] è stata augurata una nuova piattaforma a sbalzo panoramica sospesa sul Monte di Mezzocorona ad un'altitudine di più di 800m, la quale permette di osservare la sottostante Piana Rotaliana. La piattaforma è in acciaio corten, è lunga 14 metri e nel tratto finale la pavimentazione è di vetro.
- Ponte tibetano, il 26 gennaio 2024[12] è stato inaugurato il nuovo ponte sospeso sul Monte di Mezzocorona che si collega alla sentieristica locale, ha una lunghezza superiore ai 100m e ed è stato costruito a 130m di altezza dal suolo.
- Via ferrata Burrone Giovanelli

### Luoghi naturali
- Laghetto dell'Ischia[13], laghetto di origine naturale, aperto al pubblico e alla pesca.
- Laghetto del Sole[14], artificialmente creato.

### Architetture religiose

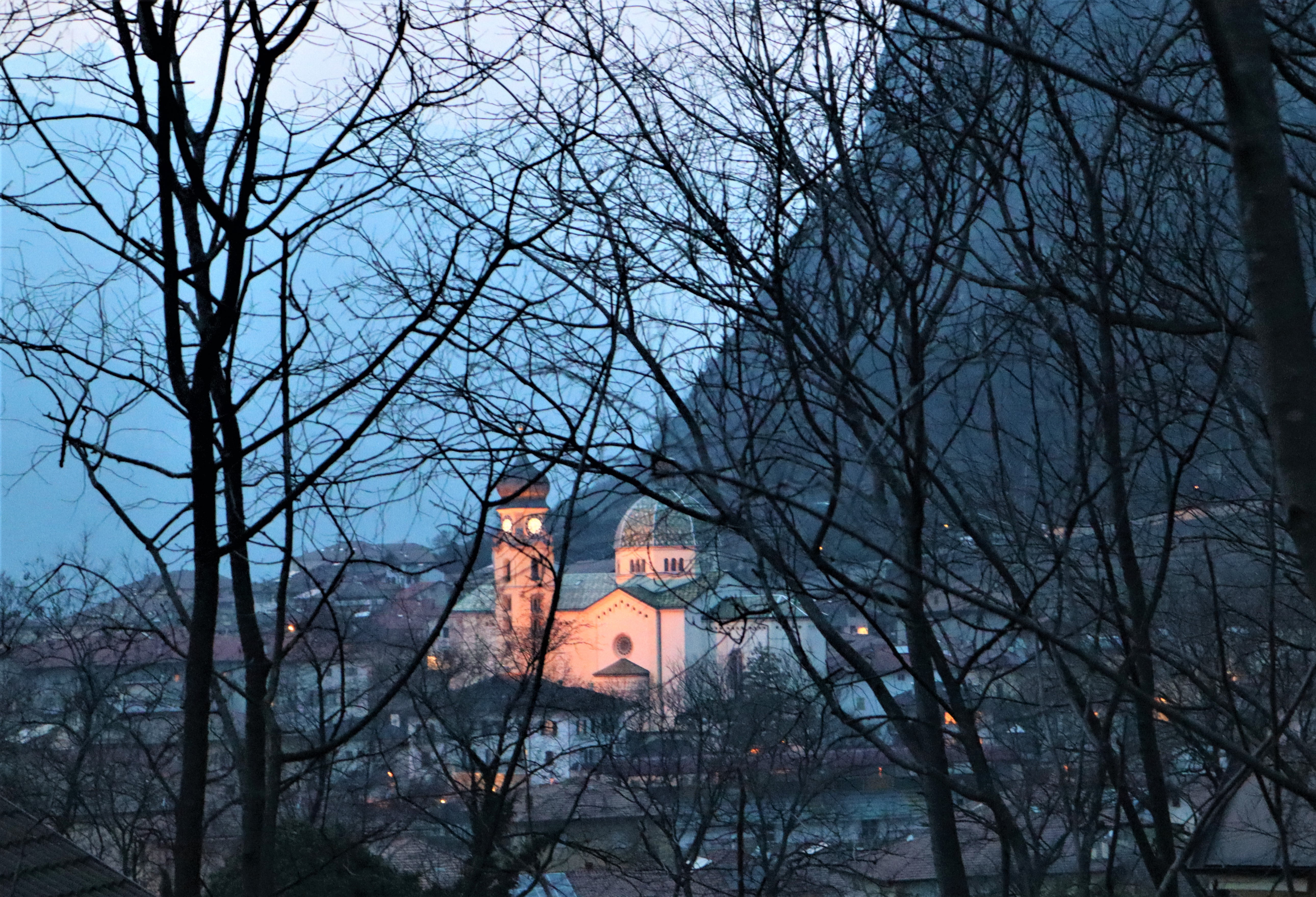
Chiesa di Santa Maria Assunta vista dalla chiesa di San Michele Arcangelo sul Doss San Michele

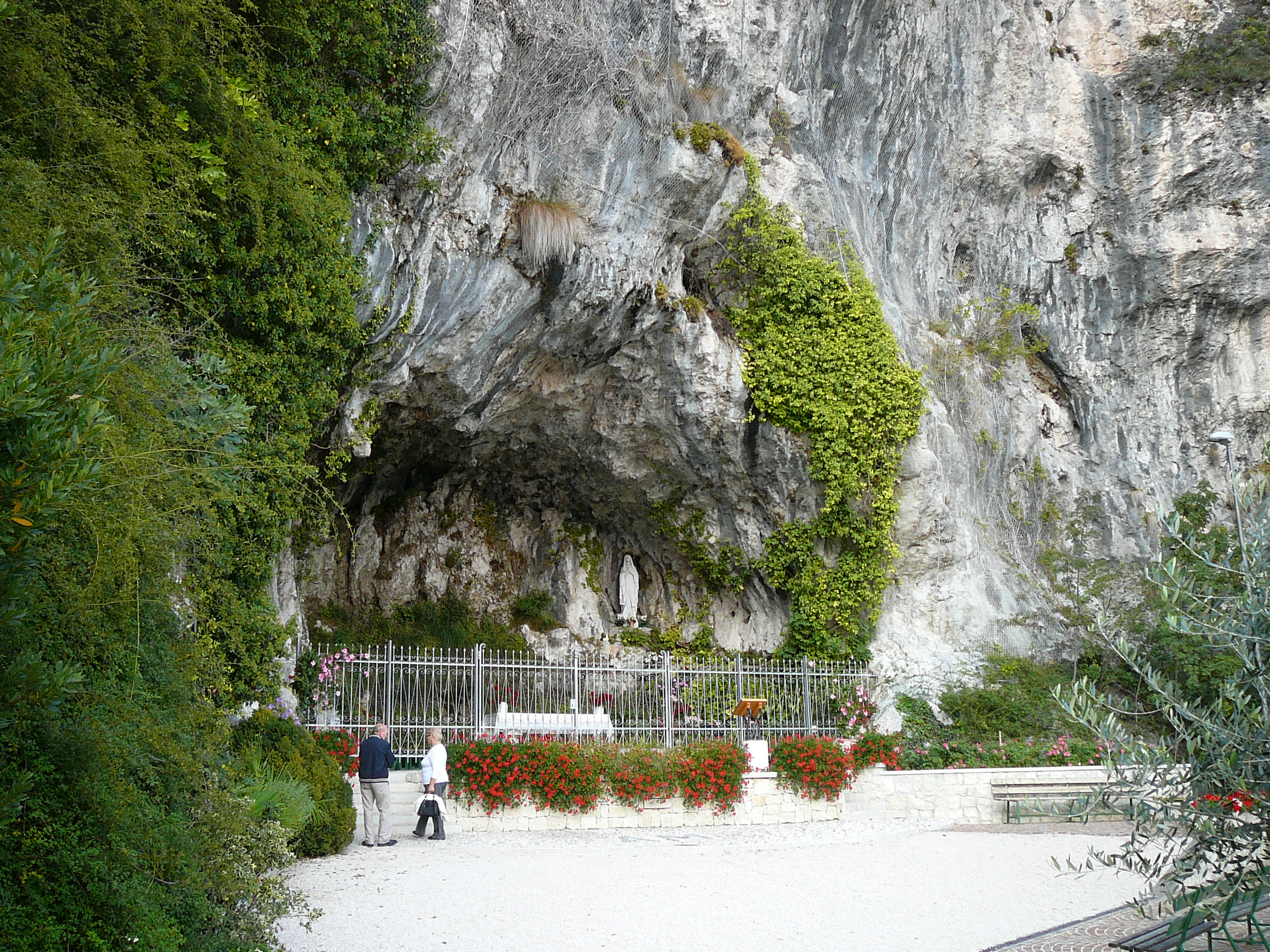
Riproduzione della grotta di Lourdes di Mezzocorona

- Chiesa di Santa Maria Assunta, chiesa parrocchiale.
- Chiesa di San Michele Arcangelo, chiesa cimiteriale.
- Riproduzione della grotta di Lourdes, realizzata fra il 1913 e il 1915 su iniziativa del parroco del tempo, che volle collocare una statua in gesso della Madonna nella cavità naturale sovrastante l'abitato del Borgo Nuovo, casualmente scoperta pochi anni prima. Negli anni venti la grotta fu dotata di una cancellata in ferro battuto e di un altare e nel 1960 vi fu sistemata una nuova statua in marmo di Carrara. Dal 1984 sopra la grotta è posta un'insegna luminosa che viene accesa in occasione delle ricorrenze mariane.[15][16][17]

### Architetture civili
Torretta del Palazzo Conti Martini

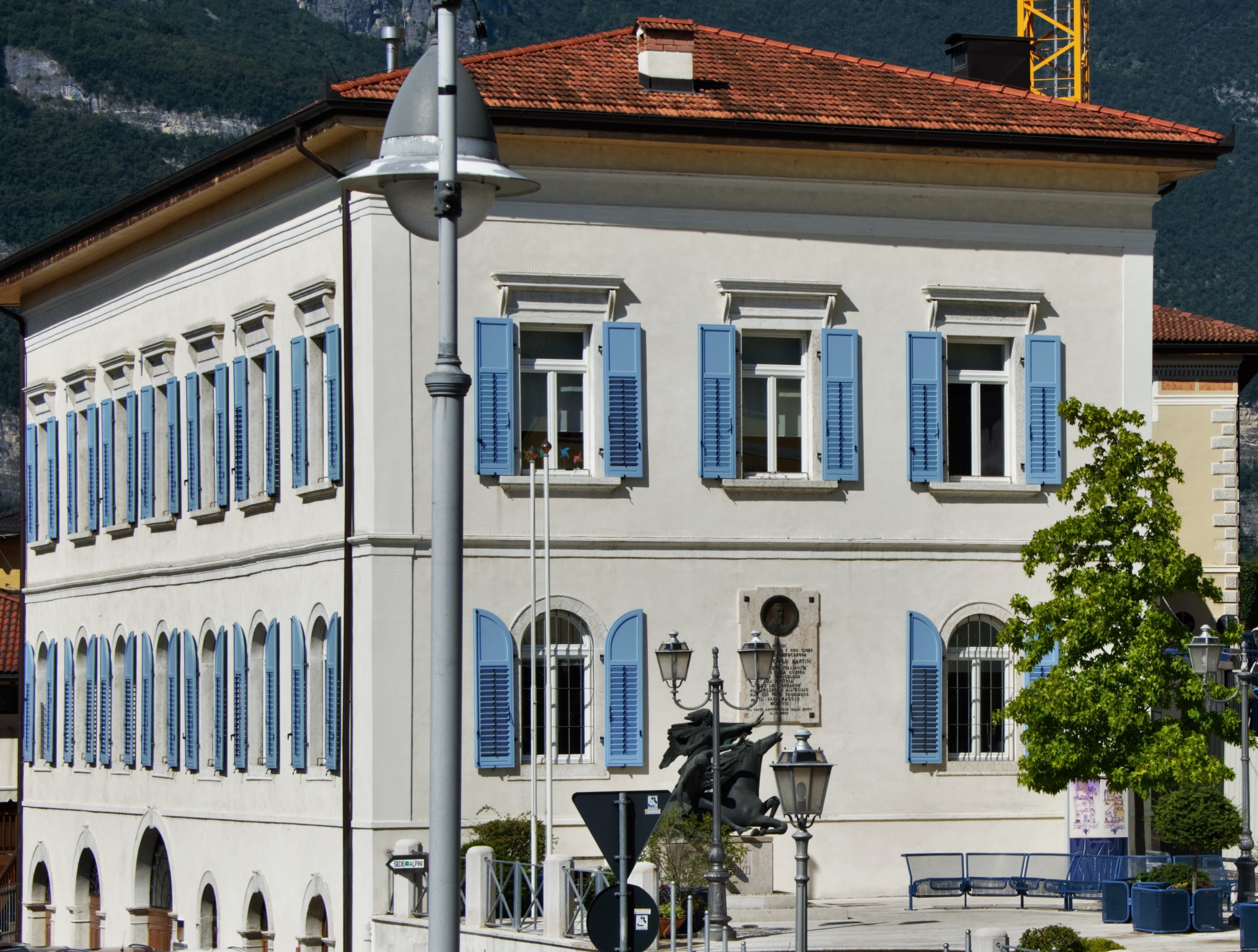
Palazzo della Vicìnia

Presso il Palazzo Conti Martini si trova un piccolo edificio a torre, restaurato nel 2009. La struttura si presenta semplice ed è abbellita da decorazioni ad affreschi databili attorno al 1670. Sulla facciata rivolta a sud si possono vedere gli stemmi della famiglia Vescovi che fece erigere il palazzo e ne fu proprietaria fino alla fine del XIX secolo e quello della famiglia Calvi legata alla prima famiglia da vincoli matrimoniali. Al suo interno la torre si sviluppa su tre livelli, di cui il piano inferiore rappresenta una cantina con volta a botte. La struttura nel corso degli anni è stata utilizzate per diversi scopi, da rimessa per gli attrezzi ad abitazione per la servitù e solo in tempi più recenti, come sede per associazioni.

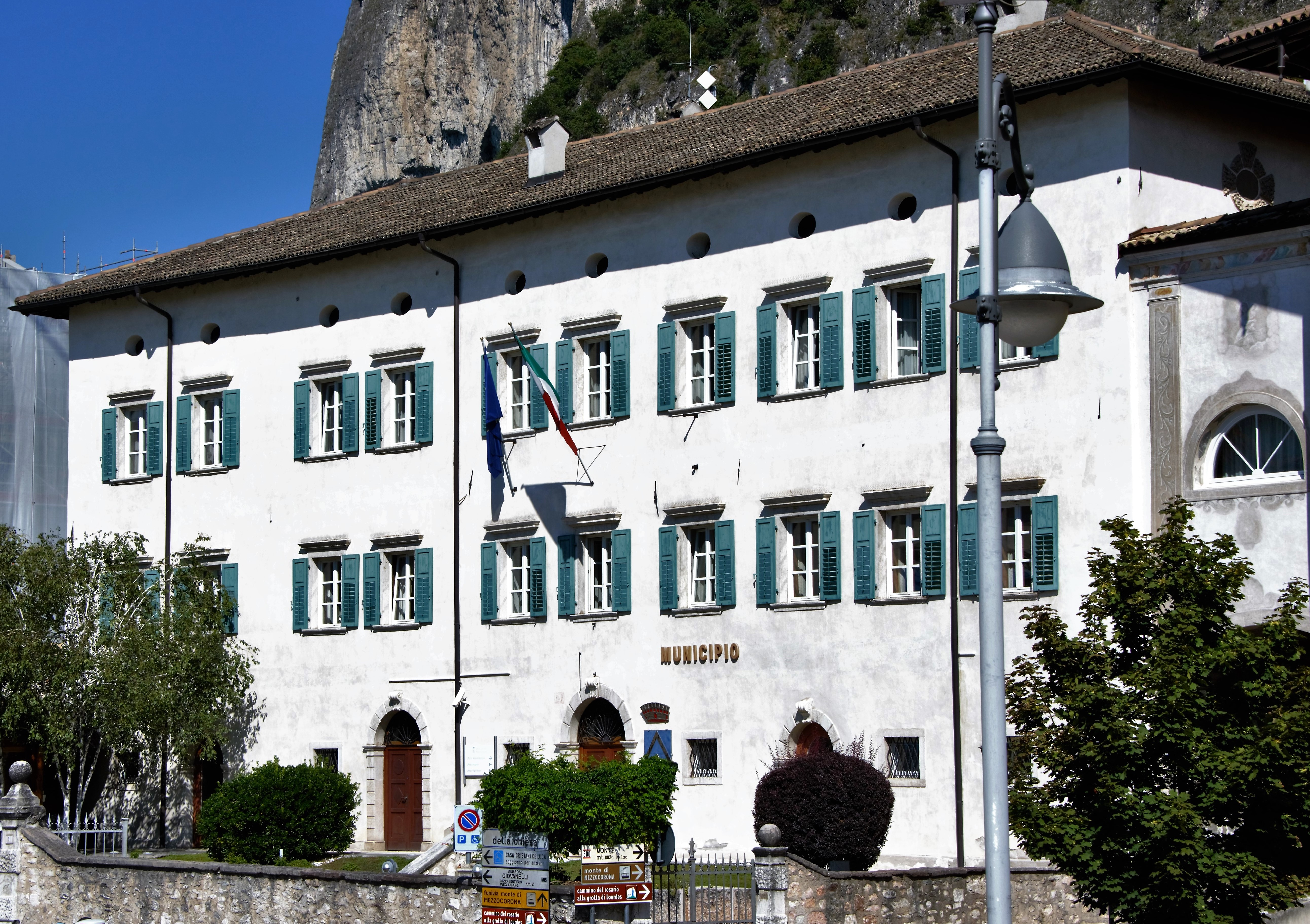
Palazzo Firmian
Sede municipale.

### Architetture militari
Castel San Gottardo

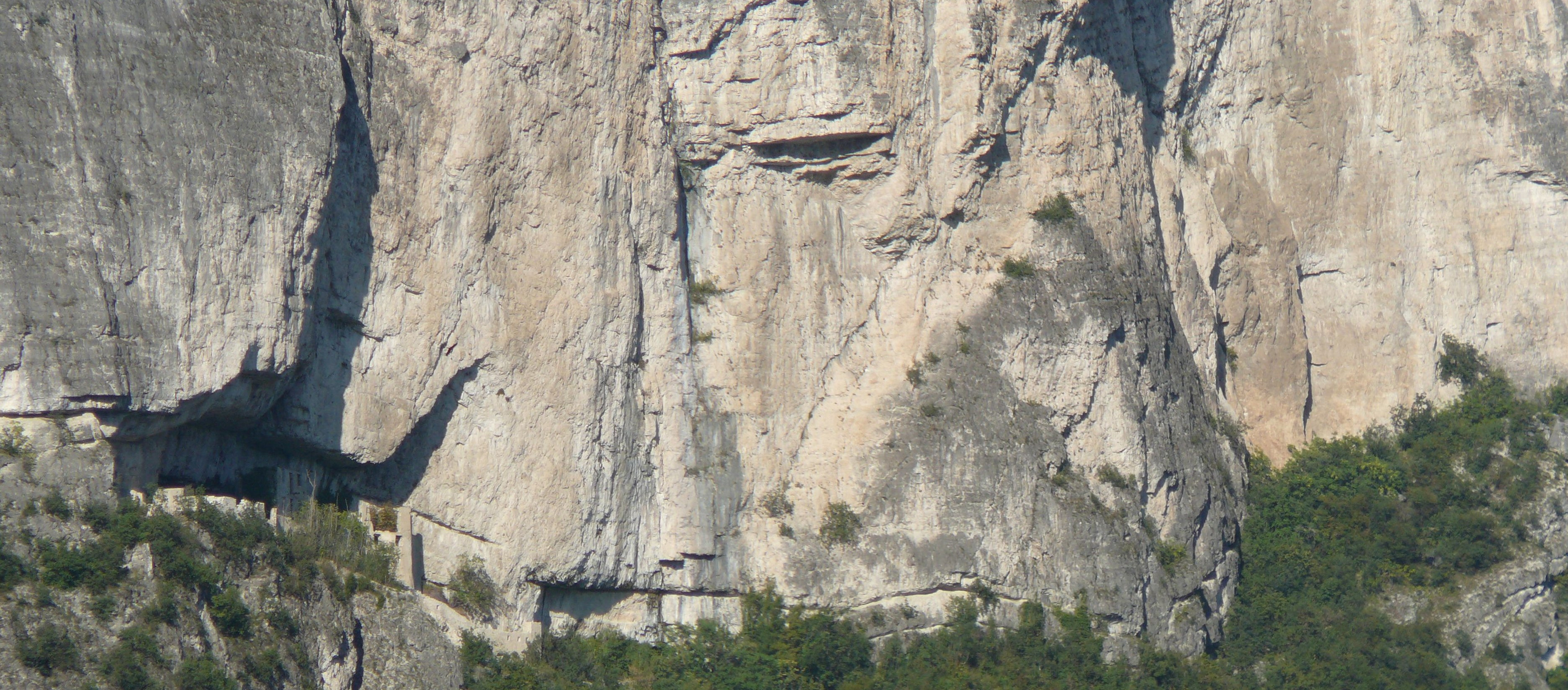
Rovine di castel San Gottardo

A nord del paese si trovano le rovine di castel San Gottardo
Castel Firmian
Situato poco sotto castel San Gottardo.

## Società

### Evoluzione demografica
Abitanti censiti

## Cultura

### Media

#### Televisione
Nel comune di Mezzocorona sono state girate alcune scene delle serie televisive Una buona stagione (2014), regia di Gianni Lepre, e La dama velata (2015), regia di Carmine Elia.

## Economia
Nel paese di Mezzocorona ha sede il Gruppo Mezzacorona, azienda del settore vitivinicolo.
Storicamente rilevante è anche l'antica lavorazione del legno finalizzata alla realizzazione di mobili e arredamenti, non più largamente diffusa al giorno d'oggi.

## Infrastrutture e trasporti

### Ferrovie
All'interno del comune sono presenti tre stazioni ferroviarie
- Stazione di Mezzocorona sulla linea Brennero - Verona
- Stazione di Mezzocorona Ferrovia e Stazione di Mezzocorona Borgata sulla linea Trento-Malé-Mezzana, inaugurata nel 1964 in sostituzione della preesistente tranvia.

### Impianti a fune

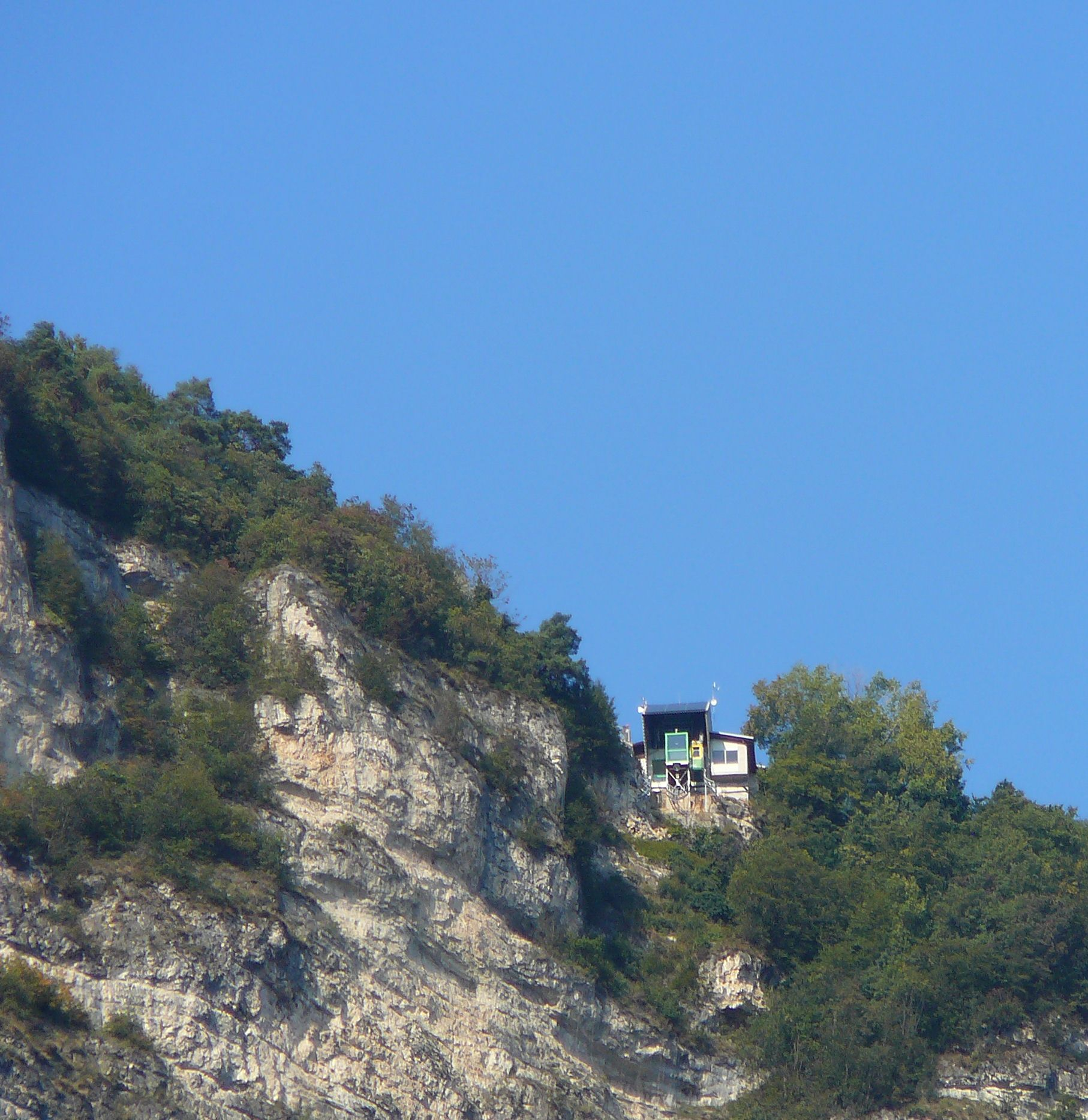
La stazione a monte della funivia Mezzocorona-Monte

A nord del paese si trova la funivia Mezzocorona-Monte costruita dalla Hölzl nel 1965 e riammodernata nel 2005 dalla Doppelmayr, attualmente gestita dalla società "Funivie Mezzocorona". Questa dispone di due vetture a sette posti che raggiungono la località Monte Mezzocorona (900 m).

### Strade
Mezzocorona è dotato di un proprio casello autostradale sulla A22 del Brennero ed è situato, inoltre, a poca distanza dalla SS12 dell'Abetone e del Brennero e dalla SS43 della Val di Non.

## Amministrazione
| Periodo | Periodo   | Primo cittadino | Partito      | Carica  | Note |
| ------- | --------- | --------------- | ------------ | ------- | ---- |
| 2005    | 2014      | Mauro Fiamozzi  | Lista civica | Sindaco |      |
| 2014    | in carica | Mattia Hauser   | Lista civica | Sindaco |      |

## Sport
Lunga tradizione nella cittadina per quanto riguarda lo sport della pallamano: la Pallamano Mezzocorona milita nella Serie A2 (pallamano maschile) e nella Serie A1 (pallamano femminile), ed ha raccolto molti successi anche a livello giovanile.
Inoltre è la città natale del combattente di arti marziali miste Marvin Vettori.
Hanno origini di Mezzocorona anche gli atleti Luca Lechthaler e Gianluca Galassi, rispettivamente giocatori di basket e pallavolo.